# Vladimir Micov
Vladimir Micov (nacido el 16 de abril de 1985, en Belgrado, Serbia) es un jugador de baloncesto serbio que pertenece a la plantilla del KK Budućnost Podgorica de la Liga Montenegrina de Baloncesto. Con 2.03 metros de estatura, juega en la posición de alero.

## Palmarés
De su trayectoria deportiva cabe destacar su paso por el Budućnost Podgorica (2005-06/2007-08) y el KK Partizan (2007), con el que ganó el campeonato de Liga. En categorías inferiores  cosechó varios triunfos vistiendo la camiseta de su país natal; consiguió la medalla de oro en el Europeo sub-16 como miembro de la selección de la antigua Yugoslavia y en 2005 se hizo con un bronce en el Europeo Sub-20, pero en esta ocasión defendiendo los colores de la camiseta Serbia.

## Equipos
- OKK Belgrado  (2003-2004)
- KK Lavovi  (2004-2005)
- KK Budućnost (2005-2006)
- KK Partizan  (2007)
- KK Budućnost (2007-2008)
- Panionios BC  (2008-2009)
- Caja Laboral Baskonia  (2009)
- Pallacanestro Cantù  (2010-2012)
- CSKA Moscú  (2012-2014)
- Galatasaray  (2014-2017)
- Olimpia Milano  (2017-2021)
- KK Budućnost (2021-)

## Palmarés
- Liga de Serbia: 1

KK Partizan: 2006-07
- Liga de Montenegro: 2

Budućnost Podgorica: 2007-08, 2008-09
- Liga de Rusia: 1

CSKA Moscú: 2012-13
- Copa de Montenegro: 3

Budućnost Podgorica: 2007, 2008, 2009
- VTB United League: 2

CSKA Moscú: 2012-13, 2013-14
- Eurocup: 1

Galatasaray: 2015-16
- Supercopa de Italia: 2

Olimpia Milano: 2017, 2020
- Lega Basket Serie A: 1

Olimpia Milano: 2018
- Copa de baloncesto de Italia : 1

Olimpia Milano: 2021.